# Beni Bouayach

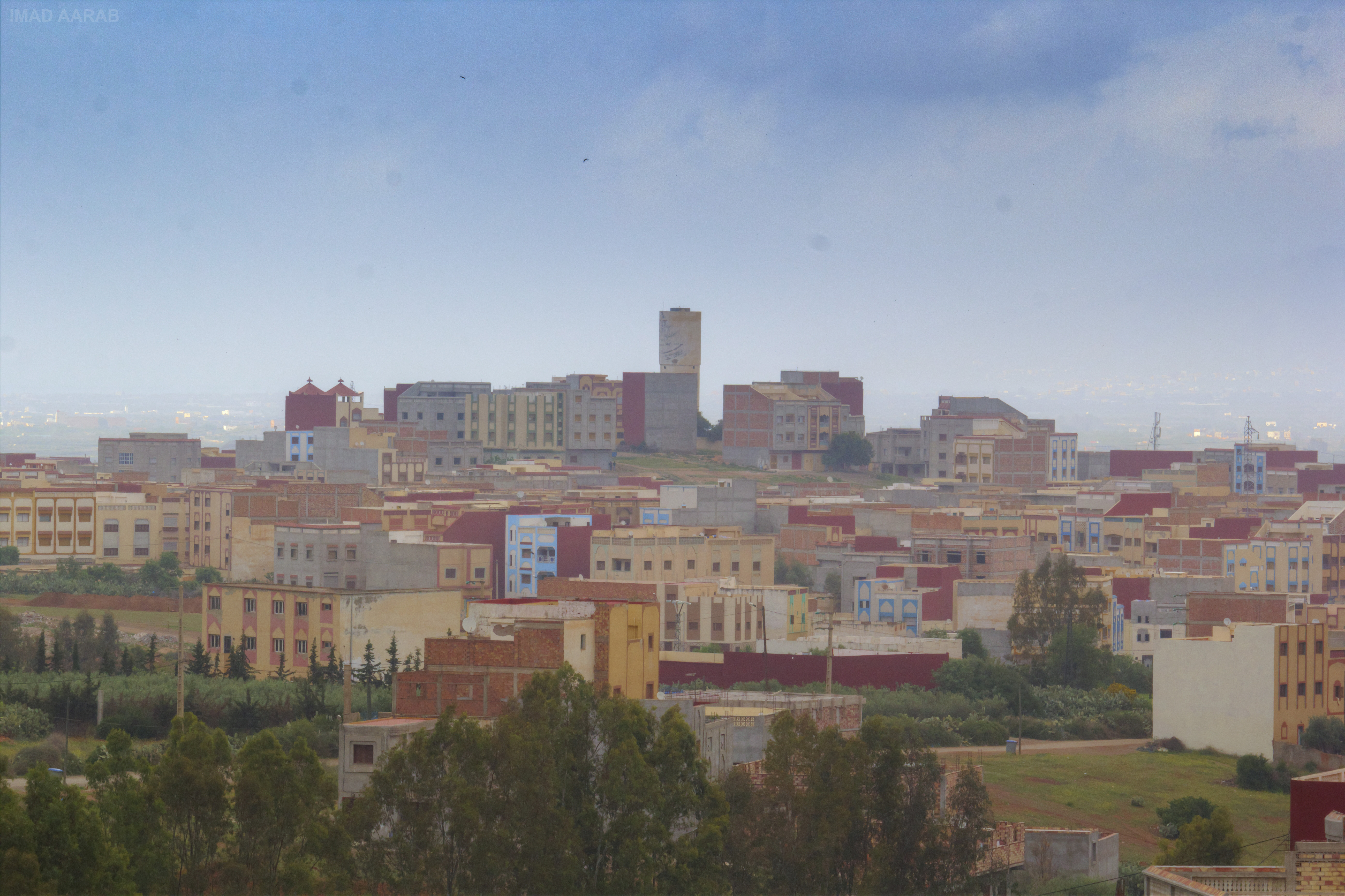
Beni Bouayach in 2015

Beni Bouayach oder auch Aït Bouayach (arabisch بني بوعياش, Zentralatlas-Tamazight ⴰⵢⵜ ⴱⵓⵄⵢⴰⵛ Ayt Buɛyac) ist eine marokkanische Kleinstadt mit etwa 20.000 Einwohnern in der Provinz Al Hoceïma in der Region Tanger-Tétouan-Al Hoceïma.

## Lage und Klima
Die Stadt liegt etwa 23 km (Fahrtstrecke) südöstlich der Mittelmeer-Küstenstadt Al-Hoceima in einer Höhe von ca. 125 m im Tal des Oued Nekor. Die Entfernung nach Nador bzw. nach Melilla beträgt ca. 130 km. Das Klima ist meist warm und trocken; Regen (ca. 300–400 mm/Jahr) fällt überwiegend im Winterhalbjahr.

## Bevölkerung
| Jahr      | 1994   | 2004   | 2014   | 2024   |
| Einwohner | 13.128 | 15.497 | 18.271 | 20.013 |

Ein Großteil der Bevölkerung ist berberischer Abstammung; gesprochen werden Tarifit und Marokkanisches Arabisch.

## Wirtschaft
Früher lebten die Einwohner als Selbstversorger von der Feld- und Viehwirtschaft. Seit den 1960er Jahren haben viele Männer in Europa Arbeit gefunden.

## Geschichte
Beni Bouayach wurde wahrscheinlich auf den Ruinen von Noukour, der historischen Hauptstadt des Emirats Noukour, welches 710 von Salih I ibn Mansur gegründet worden war, gebaut. Italienische und spanische Archäologen versuchen die These zu prüfen, ob im Jahr 1019 die Azdâji, unter Emir Ya'la ibn Futuh, bei der Invasion, Beni Bouayach durch einen Damm einstauten und plünderten.
Im Jahr 1908 bildete Beni Bouayach südliche Grenze des Herrschaftsbereiches von Bou Hamara. Von hier aus gelang es Bou Hamara im Handstreich aus dem Bergwerkscamp der Compañía Española de Minas del Rif Arbeiter zu „entführen“. In Beni Bouayach befand sich eine Reparaturwerkstätte für Waffen während des zweiten marokkanischen Krieges. In Ait Bouäyach wurden während des Chemiewaffeneinsatzes im Rifkrieg, Blindgänger von Lostbomben gefunden.
Während des spanischen Protektorats hatte Beni Bouayach nicht mehr als 1000 Einwohner. Von 1958 bis 1960 wurden bei der Rif Intifada etwa 8000 Menschen getötet. Beni Bouäyach war ein Zentrum der Hungerunruhen in den 1980er Jahren. Im Februar 2004 kamen bei einem Erdbeben in der Provinz Al Hoceima, mit einer Intensität von 6,7 auf der Richter-Skala, in Beni Bouayach etwa 1000 Menschen ums Leben. Aus Beni Bouayach stammen viele Arbeitsmigranten in Europa; sie sorgen mit ihren Transferleistungen für viele Investitionen in der Rif-Region. Auch von staatlich-marokkanischer Seite wurden in den letzten Jahrzehnten des 20. Jahrhunderts mehrere Projekte angestoßen, z. B. den Bau von Appartementkomplexen, Straßen und einen neuen Markt.

## Menschen aus Beni Bouayach
- Der Verteidigungsminister der Rif-Republik, Nazir al-harbiyya, kam aus Ait Bouayach[2].
- 1889 wurde Mohammad Amezian, der Führer des Rifaufstandes von 1959 in Beni Bouayach geboren.
- 20 Militante, welche 1959 den Flughafen besetzten, kamen aus Beni Bouayach.
- Moulay 3mA, ein Amazigh-Aktivist in den Niederlanden ist in Beni Bouayach geboren.
- Ilyas El Omari, marokkanischer Politiker und Generalsekretär der Partei der Authentizität und Modernität, Präsident der Region Tanger-Tétouan-Al Hoceïma
- Amina Bouayach, Präsidentin des marokkanischen Nationalen Rates für Menschenrechte